# باليكا مبيتي
باليكا مبيتي (ولدت في 24 أيلول\سبتمبر 1949) ، سياسية جنوب أفريقيّة، المتحدثة باسم الجمعية الوطنية في جنوب أفريقيا منذ أيار (مايو) 2014. أصبحت مبيتي رئيسة جنوب أفريقيا بالوكالة منذ استقالة الرئيس جاكوب زوما في 14 شباط (فبراير) 2018. وقد كانت قبل ذلك المتحدة باسم الجمعية الوطنية في جنوب أفريقيا منذ 2004 حتى 2008 ونائب رئيس جنوب أفريقيا منذذ 2008 حتى 2009 أثناء رئاسة كاليما موتلانتي. انتخبت رئيسة للمؤتمر الوطني الأفريقي عام 2007، ثم أعيد انتخابها عام 2012 وبقيت في المنصب حتى 18 كانون الأول (ديسمبر) 2017.
مبيني هي الزوجة السابقة للشاعر والناشط كيورابتسي كغوستسيلي.